# Solfara Falsirotta
La solfara Falsirotta o miniera Falsirotta  è una miniera di zolfo sita in provincia di Agrigento nelle vicinanze di Favara. Di proprietà di Paolo Fanora è stata una importante solfatare del comprensorio minerario del centro Sicilia.
La solfatara era già attiva nel 1839, oggi è abbandonata.
Nel 1869 vi morirono 14 operai per il crollo di una galleria.